# Venancio José
Venancio José, né le 19 avril 1976, est un ancien athlète espagnol, spécialiste du 100 et du 200 m.
Finaliste du relais 4 × 100 m lors des Championnats du monde de 1997, avec ses coéquipiers Frutos Feo, Jordi Mayoral et Carlos Berlanga.
Son meilleur temps sur 100 m est de 10 s 17, obtenu à Castellón (2000). Sur 200 m, il est de 20 s 59 (Madrid en septembre 1997).